# المحكمة الدولية لمكافحة الفساد
المحكمة الدولية لمكافحة الفساد ( IACC ) هي محكمة دولية مقترحة من شأنها تعزيز إنفاذ القوانين الجنائية ضد القادة الفاسدين. كان أول من اقترح إنشاء المحكمة هو القاضي مارك إل وولف، وهو قاضٍ كبير في المحكمة الجزئية الأمريكية لمنطقة ماساتشوستس، وذلك في منتدى سانت بطرسبرغ القانوني الدولي لعام 2012، والمنتدى العالمي للحوكمة العالمية لعام 2014، وفي مقالات لمؤسسة بروكينجز وصحيفة واشنطن بوست في عام 2014.
تم تطوير اقتراح المحكمة الدولية لمكافحة الفساد في ورقة بحثية نُشرت عام 2018 في مجلة دايدالوس ، وهي مجلة الأكاديمية الأمريكية للفنون والعلوم ، بعنوان "يحتاج العالم إلى محكمة دولية لمكافحة الفساد". في عام 2022، نشرت الأكاديمية الأمريكية للفنون والعلوم ورقة بحثية للقاضي مارك إل وولف والقاضي ريتشارد جولدستون والأستاذ روبرت روتبرج ، بعنوان "الاقتراح المتقدم لإنشاء محكمة دولية لمكافحة الفساد".
قد قادت حملة إنشاء منظمة الدولية لمبادرات النزاهة، وهي منظمة غير حكومية أسسها القاضي مارك إل. وولف في عام 2016 مع القاضي ريتشارد جولدستون ، قاضي سابق في المحكمة العليا في جنوب أفريقيا والمدعي العام للمحكمة الجنائية الدولية ليوغوسلافيا السابقة والمحكمة الجنائية الدولية لرواندا ، وزملاء آخرين. تتمثل مهمة III في "تعزيز إنفاذ القوانين الجنائية من أجل معاقبة وردع القادة الفاسدين الذين ينتهكون حقوق الإنسان بانتظام، وخلق فرص للعملية الديمقراطية لاستبدالهم بقادة مكرسين لخدمة مواطنيهم". إن إنشاء IACC، ودعم التدابير الوطنية لمكافحة الفساد، وتشكيل شبكة من الشباب الملتزمين بمكافحة الفساد الكبير في بلدانهم هي بعض أولوياتها الرئيسية.

## بناء المحكمة
الفساد الكبير، وهو إساءة استخدام السلطة لتحقيق مكاسب شخصية من قبل قادة الدول، يشكل عقبة رئيسية أمام معالجة الأوبئة، ومواجهة التغير المناخي، وتعزيز الديمقراطية وحقوق الإنسان، وتحقيق أهداف التنمية المستدامة، وضمان الأمن والسلام الدوليين، وإقامة نظام عالمي أكثر عدالة وقائم على أسس قانونية. هذا النوع من الفساد لا يستمر بسبب غياب القوانين، إذ إن معظم الدول لديها تشريعات تجرّم السلوك الفاسد. ولكن القادة الفاسدين يفلتون من العقاب بسبب سيطرتهم على أجهزة العدالة في البلدان التي يحكمونها.
تتجلى الحاجة إلى إنشاء محكمة دولية لمكافحة الفساد لسد فجوة كبيرة في الجهود الدولية الرامية للتصدي للفساد الكبير. ستضطلع هذه المحكمة بمهمة إنفاذ القوانين الوطنية والدولية ضد القادة الفاسدين وشركائهم، على أن تكون الخيار الأخير للتعامل مع القضايا التي تعجز الدول الأعضاء عن معالجتها، سواء بسبب غياب الإرادة أو نقص القدرة. كما قد تسهم المحكمة في دفع الحكومات إلى تطوير آليات محلية فعالة لمكافحة الفساد، مع ضمان محاسبة المسؤولين الفاسدين في غياب هذه الآليات.
يمكن لهذه المحكمة أن تؤدي إلى إدانة القادة الفاسدين وسجنهم، مما يفتح المجال أمام عمليات ديمقراطية لاستبدالهم بقادة أكثر نزاهة. إلا أن القادة الفاسدين قد يمتنعون عن انضمام دولهم إلى المحكمة لتجنب المحاسبة. ولضمان فعاليتها، ينبغي أن تضم المحكمة في عضويتها ما بين 20 و25 دولة على الأقل، تشمل مراكز مالية رئيسية تُستخدم عادة لتبييض الأموال، إضافة إلى دول تجذب الاستثمارات أو تُنفق فيها الأموال المسروقة.
ستتمتع المحكمة الدولية لمكافحة الفساد بصلاحيات التحقيق في الجرائم وملاحقة مرتكبيها إذا وقعت على أراضي الدول الأعضاء أو ارتكبها مواطنوها. كما ستعمل على تفكيك الشبكات الإجرامية العابرة للحدود، مما يعزز جهود مكافحة الفساد على المستوى الدولي.
إلى جانب محاكمة المدانين، تهدف المحكمة إلى استرداد الأصول المنهوبة وإعادتها إلى الدول المتضررة بما يخدم ضحايا الفساد. وسيتم ذلك من خلال أحكام صادرة في القضايا الجنائية أو المدنية، مع تخصيص جزء من الأموال المستردة لدعم المحكمة وتمويل أنشطتها. يضم فريق المحكمة محققين ومدعين عامين وقضاة ذوي خبرة، مما سيعزز قدرات الدول الساعية لتطوير أنظمتها القضائية. كما ستوفر المحكمة منصة للمبلغين عن الفساد لتقديم الأدلة. وبينما تتشابه المحكمة في بعض الجوانب مع المحكمة الجنائية الدولية، فإن تصميمها سيأخذ في الحسبان الاستفادة من نقاط القوة وتجنب نقاط الضعف التي واجهتها الأخيرة، لتحقيق أهدافها بفعالية أكبر.

## الدعم
يتصاعد الدعم لإنشاء المحكمة الدولية لمكافحة الفساد، حيث وقّع في يونيو 2021 أكثر من 125 شخصية بارزة من 45 دولة على إعلان يدعو لتأسيسها. وشملت قائمة الموقعين الحائزين على جائزة نوبل، ورؤساء دول وحكومات سابقين، وقضاة من المحكمة العليا، ووزراء سابقين، وقادة في قطاع الأعمال، وممثلي المجتمع المدني.
جاءت صياغة هذا الإعلان بمبادرة من منظمة "مبادرات النزاهة الدولية"، وهي منظمة غير ربحية تكرّس جهودها لدعم وتعزيز مساعي مكافحة الفساد، بما في ذلك السعي لتأسيس المحكمة الدولية لمكافحة الفساد كجزء من الحلول العالمية الرامية للتصدي لهذه الظاهرة.
يستمر العديد من القادة البارزين في التوقيع على الإعلان دعماً للتحالف الدولي لمكافحة الفساد. في مايو 2022، أعلنت منظمة مبادرات النزاهة الدولية أن الإعلان تم التوقيع عليه الآن من قبل ما يقرب من 300 شخصية بارزة من أكثر من 80 دولة، بما في ذلك 32 حائزًا على جائزة نوبل و45 رئيسًا ورئيس وزراء سابقًا.
ومن بين المؤيدين جوردون براون، رئيس الوزراء البريطاني السابق، الذي نشر مقالاً في مارس/آذار 2022 بعنوان "محكمة دولية لمكافحة الفساد من شأنها أن تقدم بوتن إلى العدالة". وقد وقع على الإعلان الداعم للتحالف الدولي لمكافحة الفساد أيضًا خوسيه راموس هورتا، الرئيس الحالي لتيمور الشرقية.
بالنسبة للانتخابات البرلمانية لعام 2021 في كندا، تضمنت برامج كل من الحزبين الليبرالي والمحافظ دعم إنشاء المحكمة. في قمة الديمقراطية التي دعا إليها الرئيس الأمريكي في ديسمبر 2021، أعلنت كندا التزامها بعقد مائدة مستديرة وطنية على مستوى عالٍ تضم قطاعات متعددة، بهدف استكشاف سبل تعزيز الإطار القانوني الدولي والبنية التحتية اللازمة لمكافحة الفساد على الصعيد العالمي.في الشهر نفسه، أصبحت كندا من الدول الداعمة لإنشاء المحكمة الدولية لمكافحة الفساد كجزء من سياستها الخارجية الرسمية. فقد مُنح وزير الخارجية الكندي الجديد تفويضًا للعمل مع الشركاء الدوليين لتأسيس هذه المحكمة، بهدف التصدي للمسؤولين الفاسدين والأنظمة الاستبدادية، ومنعهم من عرقلة التنمية التي ينبغي أن تعود بالنفع على شعوبهم.
في أبريل 2022، أعلن وزير الخارجية الهولندي فوبكي هوكسترا التزامه بالعمل على إنشاء محكمة دولية لمكافحة الفساد وطلب من نظرائه في الاتحاد الأوروبي الانضمام إلى هذا الجهد.  وتعمل منظمة مبادرات النزاهة الدولية مع شركاء في كندا وهولندا لمساعدة وزارتي الخارجية في هذا المسعى.
هناك اهتمام متزايد بالاتفاقية الدولية لمكافحة الفساد في العديد من الدول. فقد كانت كولومبيا أول دولة تؤيدها، كما أبدت دول أخرى مثل مولدوفا، إسبانيا، والسويد اهتماماً رفيع المستوى. وفي الوقت نفسه، يزداد الضغط من تحالف متنامٍ من شبكات المجتمع المدني في عدة بلدان، بما في ذلك تشيلي، كولومبيا، نيجيريا، مقدونيا الشمالية، كوريا الجنوبية، وزامبيا، حيث تحث هذه الشبكات حكوماتها على دعم إنشاء اللجنة الدولية لمكافحة الفساد.

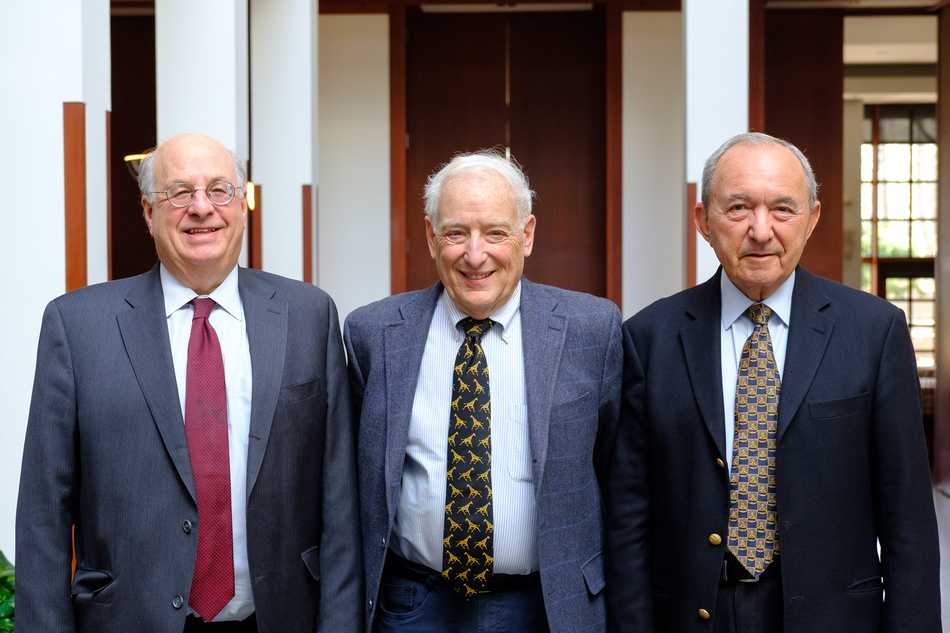

تشبه الحملة الداعية إلى إنشاء اللجنة الدولية لمكافحة الفساد حملات دولية ناجحة أخرى قادتها منظمات المجتمع المدني، مثل الحملة الدولية لحظر الألغام الأرضية والحملة الدولية لإلغاء الأسلحة النووية. وتعمل اللجنة التنسيقية الدولية لحملة مكافحة الفساد، التي تقودها منظمة مبادرات النزاهة الدولية، على بناء تحالف عالمي من منظمات المجتمع المدني لدعم هذا الهدف وتحقيقه.

## انتقادات
في تقرير نشرته مؤسسة هيريتيج في أكتوبر 2014، بعنوان "لماذا ينبغي للولايات المتحدة أن تعارض إنشاء محكمة دولية لمكافحة الفساد"، حدد بريت د. شايفر وستيفن جروفز وجيمس م. روبرتس عدداً من الحجج ضد إنشاء محكمة دولية لمكافحة الفساد.
في مقالة على مدونة مكافحة الفساد العالمية بعنوان "هل المحكمة الدولية لمكافحة الفساد مجرد حلم أم مجرد تشتيت؟"، زعم ماثيو ستيفنسون أن المحكمة الدولية لمكافحة الفساد مثالية. في تقرير موجز لمنظمة U4، تساءل ماثيو وسوفي أرجون شوتي عما إذا كانت اللجنة الدولية لمكافحة الفساد ستحول الموارد بعيدًا عن طرق أخرى أكثر فعالية لمكافحة الفساد الكبير.

## اختيار الخطب والمنشورات
- وولف، مارك ل. (2014). “قضية إنشاء محكمة دولية لمكافحة الفساد”. معهد بروكينجز.
- وولف، مارك ل. (2014). "نحن بحاجة إلى محكمة دولية للقضاء على الفساد". واشنطن بوست
- جانيسان ، أرفيند (2014). شهادة شفهية لأرفيند غانيسان، مدير الأعمال وحقوق الإنسان، هيومن رايتس ووتش، إحاطة لجنة توم لانتوس لحقوق الإنسان: محكمة دولية لمكافحة الفساد (IACC) للتخفيف من الفساد الكبير وانتهاكات حقوق الإنسان (خطاب). هيومن رايتس ووتش.
- لجنة توم لانتوس لحقوق الإنسان (2015). محكمة دولية لمكافحة الفساد (IACC) للتخفيف من الفساد الكبير وانتهاكات حقوق الإنسان (خطاب). جلسة استماع للجنة لانتوس.
- وولف، مارك ل. (2016). المحاضرة الافتتاحية لمبادرة سيادة القانون (خطاب). مركز وودرو ويلسون.
- روتش وبريندان وإريك مورتنسن (2019). "محكمة دولية لمكافحة الفساد" الأكاديمية الأمريكية للفنون والعلوم.
- غولدستون، ريتشارد جيه، ومارك إل. وولف (2020). "يقدم فيروس كورونا منجماً للحكام الفاسدين." بوسطن غلوب.